# クリスマス島空港
クリスマス島空港（クリスマスとうくうこう、Christmas Island Airport）は、オーストラリア連邦領土クリスマス島にある唯一の空港である。

## 就航地

### 国際線
- クアラルンプール

（インドネシアとのチャーター便も数多くある。）

### 国内線
- パース
- ココス島